# Philippine Welser
Philippine Welser (n. 1527, Augsburg, Sfântul Imperiu Roman – d. 24 aprilie 1580, Innsbruck, Comitatul Princiar Tirol, Austro-Ungaria) a fost soția morganatică a arhiducelui Ferdinand al II-lea de Habsburg.

## Biografie

### Originea
Philippine aparținea unei familii de comercianți din Augsburg atât de bogată încât avea influență asupra politicii imperiului și care întreținea comerț activ cu curtea imperială. Philippine era fiica unui patrician din Augsburg, Franz Anton Welser (1497–1572) și a soției acestuia, Anna, născută Adler (1507–1572). Fratele tatălui ei era Bartholomäus al V-lea (1484–1561), capul familiei Welser, comerciant de succes și bancher.

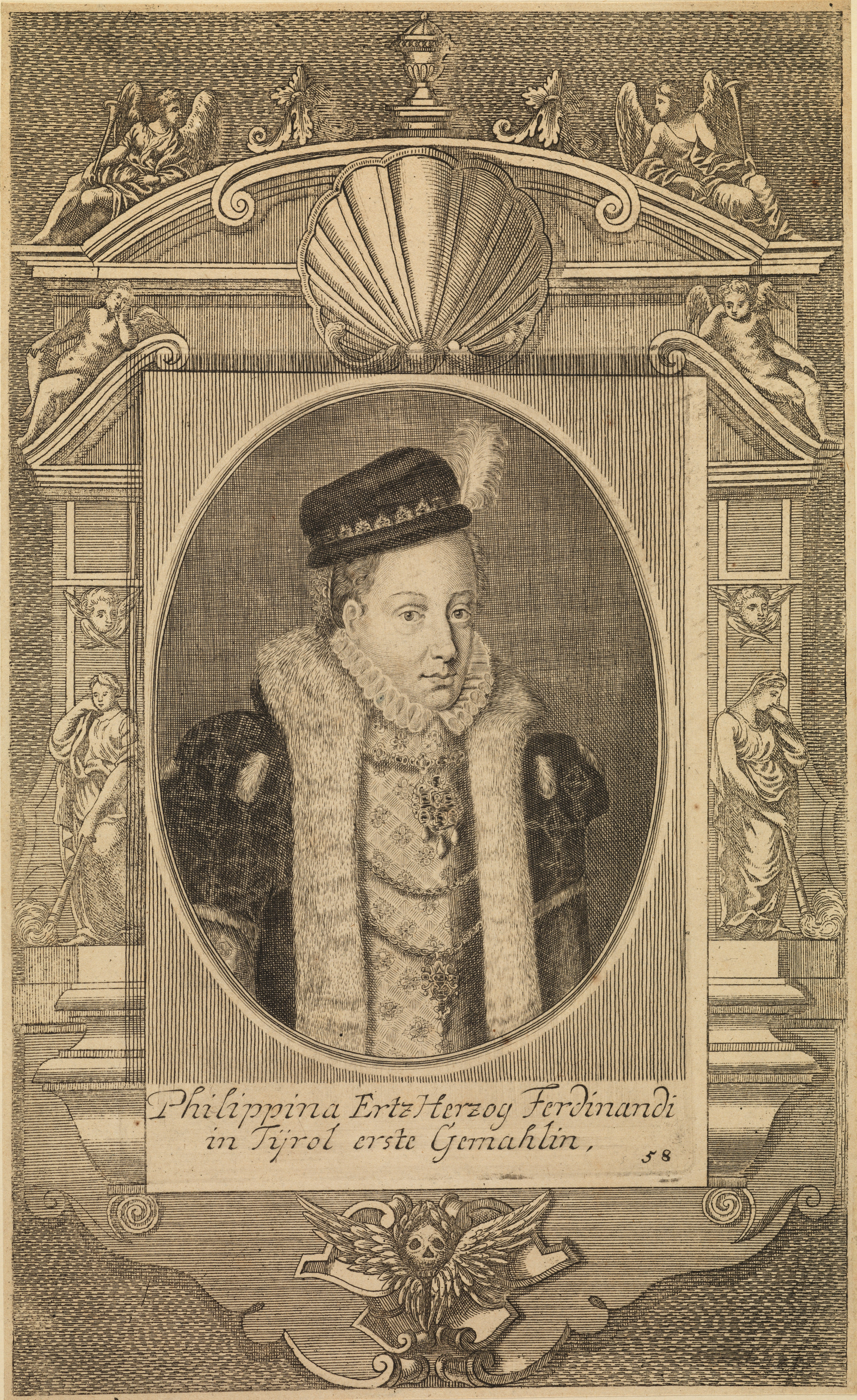
Philippine Welser (gravură)

Philippine, de o frumusețe deosebită, era încă din copilărie interesată de munca unchiului ei al cărui talent comercial părea că l-a moștenit, în comparație cu fratele ei, Franz, care era atras de artele frumoase.

### Căsătoria
În 1557 fiul împăratului Ferdinand I, arhiducele Ferdinand al II-lea de Habsburg, s-a căsătorit în secret cu Philippine. Această căsătorie fiind morganatică, arhiducele Ferdinand nu a respectat regulile casei regale care admitea doar căsătoriile cu prințese membre ale altor familii regale, utile consolidării alianțelor sale. Potrivit unui document emis de arhiducele Ferdinand în 1576, căsătoria a avut loc în ianuarie 1557. Unii istorici au susținut că prima lor întâlnire a avut loc cu ocazia Dietei imperiale de la Augsburg din 1548. Totuși, deoarece Ferdinand nu a figurat ca martor în vreun document emis în timpul dietei, nu este sigur că el s-a aflat într-adevăr la acest eveniment.
Alți istorici presupun că Philippine și arhiducele Ferdinand s-au cunoscut la un bal mascat în perioada de carnaval, la Plzeň în februarie 1555. Un an mai târziu, Ferdinand este menționat pentru prima dată ca aflându-se la Castelul Březnice din Boemia unde trăia Caterina de Loxan (Lokšany), sora mamei Philippinei, care se ocupa, de asemenea, cu comerțul, dovadă a faptului stând o scrisoare de trecere (pașaport) pentru un transport de vite emisă la 12 mai 1556 în favoarea ei. Caterina de Loxan a devenit confidenta lui Ferdinand, care era atunci guvernator al Boemiei și este sigur că ea nu a fost străină de întâlnirile celor doi. Castelul Březnice a devenit inițial reședința Philipinei, locul nunții secrete și, de asemenea, a nașterii primului lor copil.

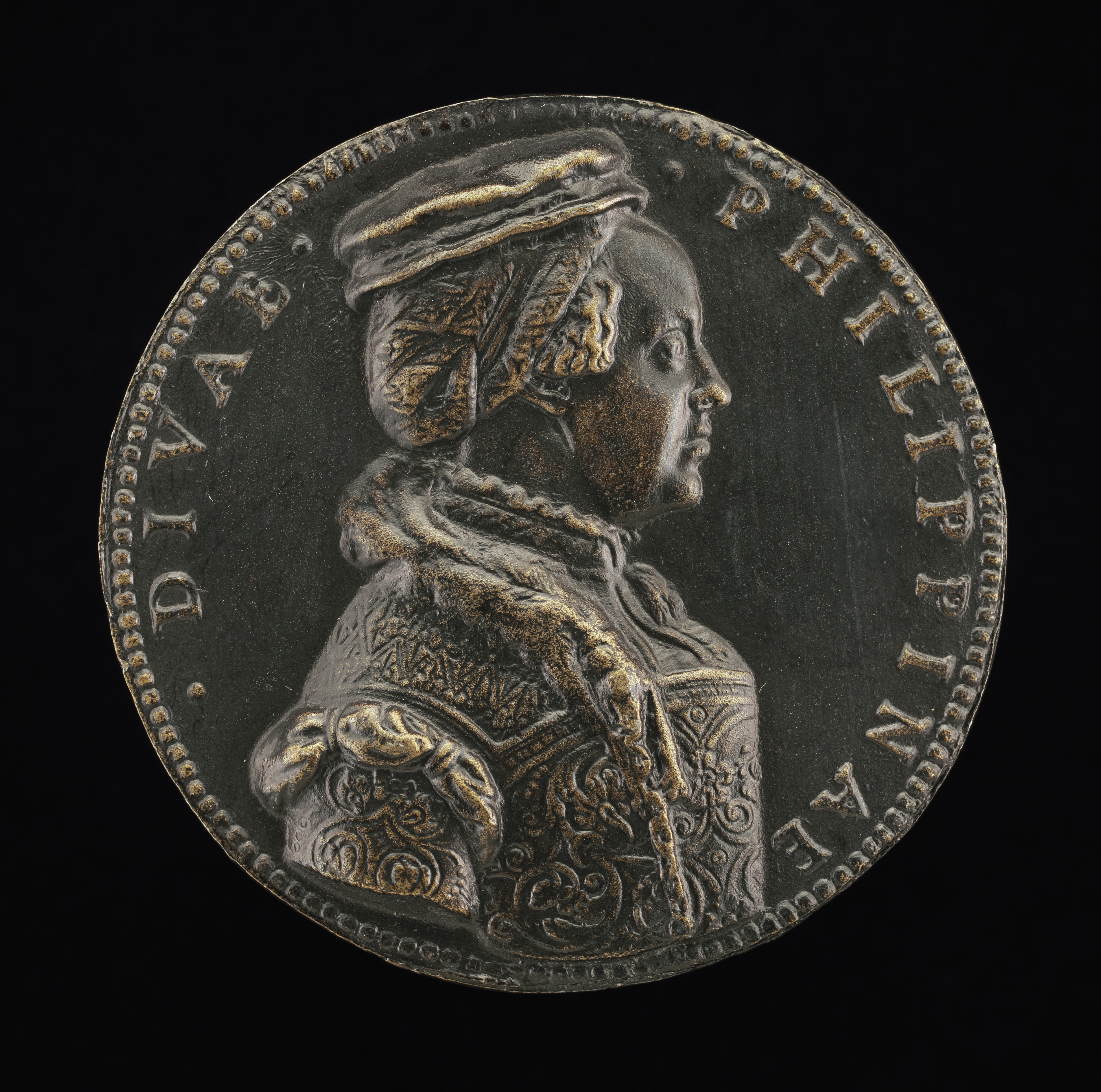
Philippine Welser (medalie)

Căsătoria morganatică a rămas secretă față de împăratul Ferdinand I până în 1559, dar a rămas secretă pentru restul societății până în 1576. Înțelegerea dintre Ferdinand I și fiul său prevedea că această căsătorie trebuia păstrată secretă, iar copiii rezultați erau excluși din linia de succesiune a Casei de Habsburg, urmând să primească domenii și un blazon habsburgic. De asemenea, copiii și Philippine, aveau să primească sprijinul financiar necesar. Prin aceste regului împăratul urmărea să limiteze consecințele juridice privind succesiunea. El l-a iertat pe fiul său și a dorit să acorde protecție Philippinei și copiilor ei care au fost oficial admiși în castel ca fiind „copii găsiți” adică părăsiți la poarta castelului de o mamă necunoscută după care au fost adoptați. Ultimii doi copii, gemenii Maria și Philipp, s-au născut în Castelul Pürglitz (Křivoklát) și au murit în fragedă pruncie. Când părinții s-au mutat din Boemia în Tirol, rămășițele lor au fost transferate în secret în biserica curții regale din Innsbruck. Mormântul copiilor a fost descoperit întâmplător în timpul lucrărilor de restaurare a bisericii în 1897.

### Ultima parte a vieții

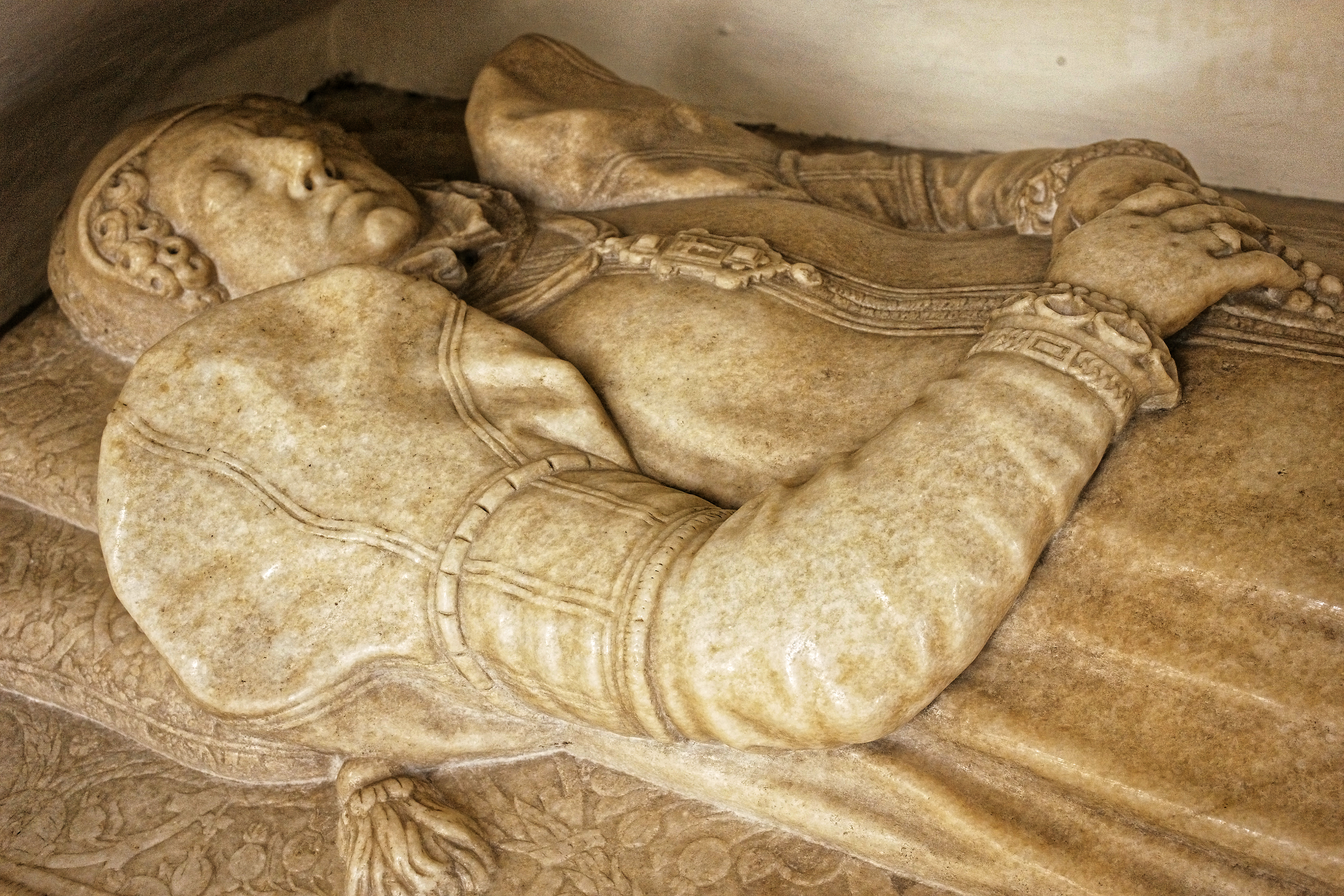
Mormântul Philippinei Welser (Biserica regală din Innsbruck)

Faptul că începând din 1576 căsătoria lui Ferdinand cu Philippine nu a mai fost secretă are o explicație. Arhiducele Ferdinand s-a străduit să obțină pentru cei doi fii ai săi, poziții care să le asigure bunăstarea financiară. Astfel el a reușit să obțină de la papa Grigore al XIII-lea numirea fiului său cel mare, Andreas, ca episcop pentru ca mai apoi să devină cardinal. De aceea a fost necesară dovedirea originii sale legitime prin jurământul a doi martori prezenți la ceremonia secretă a căsătoriei: capelanul Castelului Březnice și Caterina de Loxan, mătușa Philippinei. Cunoscând-o pe Philippine ca fiind foarte credincioasă și pioasă, papa a trecut peste stricta tradiție și a recunoscut căsătoria ca legală eliberându-l pe Ferdinand de jurământul de a o păstra secretă. Căsătoria a fost una fericită. Castelul Ambras, pe care Ferdinand l-a dăruit Philippinei ca reședință în 1564, când a devenit guvernator al Tirolului, a fost renovat și transformat în stil renascentist. Plante medicinale cultivate în grădina castelului erau folosite de Philippine pentru a prepara leacuri ajutată de medicul ei personal, Georg Handsch, și de farmacistul ei, Gorin Guaranta. Farmacopea, care i se atribuie uneori, provine de la mama ei, Anna Welser. De asemenea, Philippine a fost mult timp creditată cu scrierea unei cărți de bucate, cel mai probabil comandată de mama ei la care au lucrat cel puțin trei scribi diferiți, dar în care ea însăși a făcut completări. Multe dintre rețetele scrise de ea sunt păstrate la Biblioteca Națională a Aiustriei.
Philippine a dat ajutor multor oameni sărmani, precum și unor nobilii, fapte care rezultă din multe petiții adresate ei. Acest lucru și faptul că a încercat să ajute oamenii cu leacurile ei, au salvat-o cel mai probabil de la acuzațiile calomnioase ce i-au fost aduse probabil datorită originii ei nepotrivite. După nașterea gemenilor în 1570, Philippine a început să aibă probleme de sănătate.
Odată cu moartea Philippinei pe 24 aprilie 1580, Tirolul a pierdut pe „iubitoarea tuturor inimilor triste”. A fost înmormântată în „Capela de argint” a Bisericii regale din Innsbruck unde ulterior a fost înmormântat și soțul ei, Ferdinand. El a continuat de-a lungul vieții să se îngrijească de slujitorii și de săracii pe care îi susținuse înainte Philippine.

## Descendenți
Philippine și Ferdinand au rezultat patru copii al căror nume a primit primit particula „de Austria”:
- Andreas de Austria (n. 15 iunie 1558, Castelul Březnice, Boemia – 12 noiembrie 1600, Roma), episcop de Konstanz și Brixen;

- Carol de Austria (n. 22 noiembrie 1560, Castelul Bürglitz/Křivoklát, Boemia – 31 octombrie 1618, Überlingen), general imperial în Ungaria, a devenit margraf de Burgau (pe atunci parte a Austriei Anterioare);

- Philip de Austria (7 august 1562 – 9 ianuarie 1563), geamăn cu Maria;
- Maria de Austria (7 august 1562 – 25 ianuarie 1563), geamăna lui Philip.